# 宮崎真一
宮崎 真一（みやざき しんいち）は、日本のメカニックデザイナー。

## 略歴
長谷川裕一のアシスタントを経て現職。

## 作品リスト
- 2004年 Get Ride! アムドライバー（プロダクションデザイン）
- 2007年 ドラゴノーツ -ザ・レゾナンス-（原案、脚本）
- 2008年 スタジオ秘密基地劇場（ANSWERバイクデザイン）[1]
- 2008年 遊☆戯☆王5D's（コンセプトデザイン協力）
- 2011年 イナズマイレブンGO（コンセプトデザイン）
- 2011年 ダンボール戦機（デザイン協力）
- 2012年 モーレツ宇宙海賊（メカニックデザイン、脚本）
- 2012年 ダンボール戦機W（デザイン協力）
- 2012年 イナズマイレブンGO クロノ・ストーン（コンセプトデザイン）
- 2013年 ダンボール戦機ウォーズ（デザイン協力）
- 2014年 遊☆戯☆王ARC-V（コンセプトデザイン）
- 2014年 M3〜ソノ黒キ鋼〜（メカニックデザイン、SF設定）
- 2015年 アクエリオンロゴス（M.J.B.Kデザイン）
- 2017年 アトム ザ・ビギニング（メカデザイン）[2]
- 2018年 重神機パンドーラ（B.R.A.Iデザイン）